# Bastardiopsis
Bastardiopsis é um género botânico pertencente à família Malvaceae. É originário da América.
Foi descrito por Émile Hassler e publicado em  Repertorium Specierum Novarum Regni Vegetabilis 8: 40, no ano de 1910.
Trata-se de um género reconhecido pelo sistema de classificação filogenética Angiosperm Phylogeny Website.

## Espécies
O género tem 6 espécies descritas e aceites:
- Bastardiopsis densiflora (Hook. & Arn.) Hassl.
- Bastardiopsis eggersii (Baker f.) Fuertes & Fryxell
- Bastardiopsis grewiifolia (Ulbr.) Fuertes & Fryxell
- Bastardiopsis myrianthus (Triana & Planch.) J.Fuertes & Fryxell
- Bastardiopsis turumiquirensis (Steyerm.) Fuertes & Fryxell
- Bastardiopsis yaracuyensis (Fryxell) Dorr

## Sinónimos
- Abutilothamnus Ulbr.[4][5]